# Don’t Stop Me Now
«Don’t Stop Me Now» (с англ. — «Не останавливай меня сейчас») — песня английской рок-группы Queen из седьмого студийного альбома Jazz. Написана Фредди Меркьюри. Песня вышла в качестве второго сингла с песней «In Only Seven Days» на стороне «Б».

## Песня
Музыка песни основана на игре Меркьюри на рояле. Его сопровождают бас-гитара Джона Дикона и ударные Роджера Тейлора. Брайан Мэй играет лишь один раз гитарное соло, больше он нигде не слышен. Помимо этого в песне используются уже ставшие чем-то вроде марки группы многоголосные вокальные партии. На концертах Мэй сопровождал основную тему рояля, чтобы придать более «тяжёлое» звучание, также для живой версии было увеличена длительность гитарного соло. Утяжелённая версия песни была записана для фильма Богемская рапсодия, которая схожа с игравшейся на концертах версией (кроме длительности соло гитары).

## Принятие и критика
Песня, заняв 9 строчку британского чарта, попала в сборник Greatest Hits. Хотя композиция является одной из наиболее известных и узнаваемых в репертуаре группы, на концертах она игралась лишь до 1979 года. Брайан Мэй критически относился к песне, так как рассматривал её текст как посвящение гедонистической жизни Меркьюри, однако впоследствие поменял мнение, и Don't Stop Me Now вернулась в сет-лист живых выступлений группы с Адамом Ламбертом. Читатели журнала Rolling Stone поставили Don't Stop Me Now на третье место в списке лучших песен группы.
Также песня использовалась в дудле от Google, посвящённому 65-летию со дня рождения Фредди Меркьюри.

## Видеоклип

Группа в видеоклипе

Видеоклип снимался на репетиции в Forest National в Брюсселе в январе 1979 года. Действие происходит на концертной сцене. Клип начинается с показа Меркьюри. Он одет в кожаную куртку, штаны и майку с лого Нью-Йоркского клуба Mineshaft. Певец подыгрывает себе на рояле. Со словами «Don’t Stop Me Now» показывается Тейлор и поёт эти слова с Меркьюри. Со вступлением бас-гитары и ударных показывается вся группа. Дикон одет в розовую рубашку, светлый свитер и чёрные штаны, Мэй — во всё тёмное, а Тейлор — в зелёный пиджак и красные брюки. Хотя Мэй почти не играет на гитаре, он делает вид, что играет свою партию. Меркьюри не отходит от рояля из-за того, что должен играть свою партию. Возле рояля есть сиденье, однако певец ни разу на него не садится. Когда рояль в песне не играет, Меркьюри берёт микрофон и ходит по сцене. Во время соло Мэй играет на своей гитаре Red Special. После него вновь появляется партия клавишных, но Меркьюри её уже не играет.
В клипе есть несколько ошибок: несколько секунд в 1:43 в правом нижнем углу и 3:16 справа в кадре виден видеооператор.

## Чарты
| Позиция | 44 | 38 | 31 | 28 | 22 | 22 | 13 | 9 | 13 | 16 | 32 | 49 |

| Позиция | 87 | 87 | 86 | 97 |

| Позиция | 33 | 26 | 20 | 16 | 14 | 16 | 34 |